# Anigrus amaryllis
Anigrus amaryllis är en insektsart som beskrevs av Rauno E. Linnavuori 1973. Anigrus amaryllis ingår i släktet Anigrus och familjen Meenoplidae. Inga underarter finns listade i Catalogue of Life.